# Meteorologiåret 1851

## Händelser

### Mars
- 13 mars - Präriebränder härjar i Minnesota, USA.[1]
- 24 mars - En värmebölja härjar i Minnesota, USA.[1]

### Juli
- 23 juli - Österrikes statliga väderlekstjänt bildas.[2]

### Okänt datum
- Mätningar med "Kreugers vindmätare" inleds i Sverige.[3]
- Londontidningen Daily News i Storbritannien startar den första dagliga väderkartan.[4]